# Антипатр Фессалонікійський
Антипа́тр Фессалонікі́йський (дав.-гр. Ἀντίπατρος ὁ Θεσσαλονικεύς; бл. 10 до н.е. — бл. 38 н.е.) — грецький епіграматист римської доби.

## Біографія
Антипатр жив в останній період правління Августа і, можливо, на початку правління Калігули. Він користувався покровительством Луція Кальпурнія Пізона (консула 15 року до н.е., а потім проконсула Македонії протягом кількох років), якому присвячено кілька його віршів. Пізон призначив його правителем Салонік.
Він згадується як автор 35 епіграм у «Грецькій антології», ще 96 приписуються просто «Антипатру», але не уточнюється, про якого саме Антипатра йдеться. Антипатр є найпліднішим і, можливо, найцікавішим з епіграматистів доби Августа. У його творах є багато натяків на тогочасну історію:
- Один вірш прославляє заснування Нікополя Октавіаном після битви при Акції.
- Інший передбачає його перемогу над парфянами в поході 20 року до н.е.
- Ще один адресований Гаю Цезарю, який помер у 4 році н.е.

Відомо також, що Антипатр запропонував альтернативний канон дев'яти поетес до списку Дев'яти ліриків.